# Roc Mosquit
El Roc Mosquit, abans Pic Roig, és una muntanya de 1.887 m alt del límit dels termes comunals d'Estoer i Taurinyà, tots dos de la comarca del Conflent, a la Catalunya del Nord.
És a l'oest del terme d'Estoer i al sud-est del de Taurinyà. És al nord-oest de la Socarrada, molt a prop del triterme entre les dues comunes esmentades i la de Clarà i Villerac.
El Roc Mosquit és destí freqüent d'excursions en el Massís del Canigó, al qual pertany.